# Quốc hội (Azerbaijan)
Quốc hội Cộng hòa Azerbaijan (tiếng Azerbaijani: Azərbaycan Respublikasının Milli Məclisi), cũng được chuyển tự là Milli Majlis, là cơ quan lập pháp của Azerbaijan. Quốc hội đơn viện gồm 125 đại biểu: trước đây hệ thống gồm 100 đại biểu được bầu với nhiệm kỳ 5 năm mỗi ghế dựa theo một khu vực bầu cử và 25 đại biểu được bầu theo đại diện tỷ lệ; tuy nhiên, kể từ cuộc bầu cử gần nhất, tất cả 125 đại biểu đều được bầu từ các khu vực bầu cử.
Quyền lực ở Azerbaijan tập trung nhiều vào Ilham Aliyev, Tổng thống Azerbaijan. Bầu cử nghị viện ở Azerbaijan thường được cho là không tự do và công bằng.

## Lịch sử

### Cộng hòa Dân chủ Azerbaijan (1918–1920)

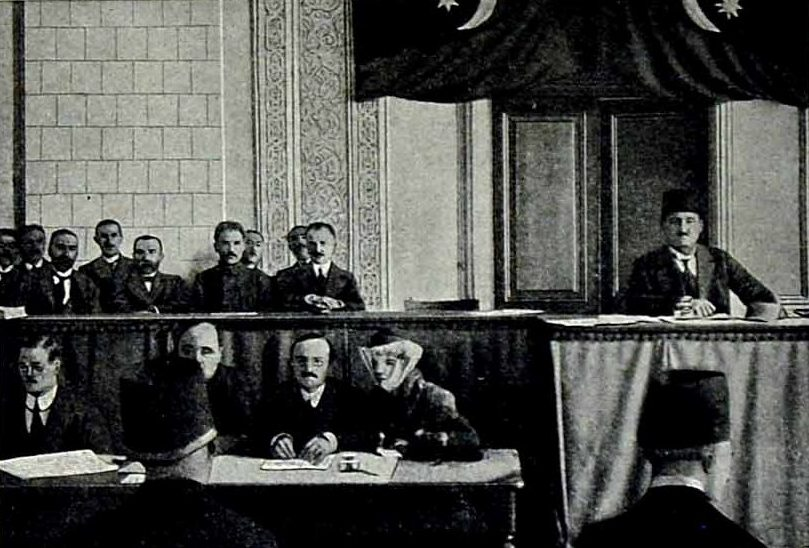
Phiên họp đầu tiên của Nghị viện Azerbaijan

Nghị viện năm 1918
Musavat và không đảng phái: 40 ghế
Ittihad: 14 ghế
Ahrar: 8 ghế
Xã hội chủ nghĩa: 14 ghế
Không đảng phái: 4 ghế
Không liên kết: 4 ghế
Không đảng phái cánh tả: 1 ghế
Liên minh Xlavơ: 5 ghế
Dân tộc thiểu số: 7 ghế
Người Armenia: 5 ghế
Dashnaksutyun: 7 ghế
Khuyết: 11 ghế

Theo sau Cách mạng Nga tháng 2 năm 1917, một ủy ban đặc biệt bao gồm các đại biểu từ Duma Quốc gia Ngoại Kavkaz được thành lập. Vào tháng 11, Bộ Dân ủy Ngoại Kavkaz được thành lập với tư cách là chính phủ độc lập đầu tiên Ngoại Kavkaz. Sejm được tạo thành từ các đại diện của ba quốc gia đã không có một cương lĩnh chính trị vững chắc vì mỗi quốc gia chỉ chú ý đến lợi ích của riêng mình. Điều này sau đó dẫn đến việc giải thể Sejm vào ngày 25 tháng 5 năm 1918.
Ngày 27 tháng 5, 44 đại biểu Hồi giáo của Sejm tập hợp lại ở Tbilisi và thành lập Hội đồng Quốc gia Azerbaijan để thành lập chính quyền Azerbaijan. Mammad Emin Rasulzade được bầu làm Chủ tịch. Ngày 28 tháng 5, Hội đồng Quốc gia đã thông qua một nghị quyết tuyên bố nền độc lập của Cộng hòa Dân chủ Azerbaijan. Ngày 16 tháng 6, Hội đồng quốc gia và chính phủ Azerbaijan chuyển đến Ganja. Tại phiên họp thứ bảy của hội đồng ở Ganja do Mammad Emin Rasulzade chủ trì, Hội đồng đã được quyết định giải tán và chuyển giao tất cả quyền lập pháp và hành pháp cho chính phủ lâm thời của Azerbaijan đứng đầu bởi Fatali Khan Khoyski. Khi chính phủ được thành lập, tiếng Azerbaijan đã được đặt làm ngôn ngữ chính thức quốc gia. Một trong những ưu tiên của chính phủ trước khi chuyển đến Baku là giải phóng Baku khỏi Chế độ độc tài Centrocaspian sau đó kiểm soát thành phố vào ngày 15 tháng 9 năm 1918. Vào ngày 16 tháng 11 khi Hội đồng Quốc gia triệu tập lại và vào ngày 19 tháng 11, Rasulzade thông báo rằng tất cả các dân tộc của Azerbaijan sẽ được đại diện trong Quốc hội Azerbaijan bao gồm 120 đại biểu.
Do đó, dựa trên 24 nghìn đại biểu của các quốc gia Azerbaijan, quốc hội Azerbaijan gồm 80 người Hồi giáo, 21 người Armenia, 10 người Nga, 1 người Đức và 1 người Do Thái được thành lập vào ngày 29 tháng 11 và được triệu tập vào ngày 7 tháng 12 năm 1918. Vì vậy, kỳ họp đầu tiên của nghị viện đã diễn ra trong tòa nhà của Trường Hồi giáo Nga Zeynalabdin Tagiyev ngày nay nằm ở Đường Istiglaliyyat của Baku và do Rasulzade làm chủ tịch. Alimardan Topchubashov được bầu làm Chủ tịch Nghị viện, Hasanbey Agayev - Phó Chủ tịch Nghị viện.
Đến cuối năm 1919, có 11 đảng phái chính trị khác nhau trong quốc hội do 96 đại biểu đại diện. Trong suốt 17 tháng tồn tại, nghị viện đã tổ chức 145 phiên họp với phiên họp cuối cùng được triệu tập vào ngày 27 tháng 4 năm 1920 vào trước ngày Nga chiếm đóng Azerbaijan. Tổng số 270 nghị quyết đã được đề nghị, 230 trong số đó đã được thông qua. Các phái đoàn nghị viện của Azerbaijan đã ký một số hiệp ước hữu nghị với Thổ Nhĩ Kỳ, Iran, Anh, Mỹ và một hiệp ước quốc phòng với Gruzia; tham dự Hội nghị Hòa bình Paris nhiều lần yêu cầu các nước phương Tây công nhận. Vào tháng 1 năm 1920, Cộng hòa Dân chủ Azerbaijan trên thực tế đã được Hội nghị Hòa bình công nhận.

### Xô viết Tối cao Cộng hòa Xã hội Chủ nghĩa Xô viết Azerbaijan
Trong phiên họp cuối cùng của Nghị viện Azerbaijan vào ngày 27 tháng 4 năm 1920, dưới áp lực của Tập đoàn quân Hồng quân số 11 của những người Bolshevik và tối hậu thư từ Ủy ban Kavkaz của Đảng Cộng sản Nga đang tiến hành xâm lược Azerbaijan, các nghị viên đã quyết định giải tán chính phủ và ủng hộ những người Bolshevik để tránh đổ máu. Sau khi những người Bolshevik lên nắm quyền, họ đã xóa bỏ các cấu trúc của chính phủ Azerbaijan cũ và thành lập Ủy ban Cách mạng Lâm thời Azerbaijan.
Vào tháng 5 năm 1921, phiên họp Xô viết toàn Azerbaijan đầu tiên gồm các đại biểu mới được bầu từ các khu vực của Azerbaijan đã diễn ra tại Baku. Các đại biểu chủ yếu xuất thân từ những công nhân nhà máy và dân làng nghèo, thiếu học thức, không được đào tạo, tạo điều kiện cho chính quyền trung ương Moskva cai trị. Phiên họp đầu tiên thành lập Ủy ban Điều hành Trung ương Azerbaijan gồm 75 thành viên và ban thường vụ gồm 13 thành viên. Từ năm 1921 đến năm 1937, chín phiên họp của Xô viết toàn Azerbaijan đã diễn ra. Năm 1937, trong kỳ họp thứ 9 của Xô viết toàn Azerbaijan, Hiến pháp Cộng hòa Xã hội chủ nghĩa Xô viết Azerbaijan mới đã được phê chuẩn và thành lập cơ quan lập pháp mới, Xô viết Tối cao Cộng hòa Xã hội chủ nghĩa Xô viết Azerbaijan.
Do bản chất chuyên quyền của chế độ Xô viết, nơi hầu hết các sáng kiến mới đều bị phản đối, nên Xô viết Tối cao Azerbaijan hoạt động hầu như không có hiệu quả. Do nhiều cuộc cải cách và tái cấu trúc trong chính phủ của Cộng hòa Xã hội chủ nghĩa Xô viết Azerbaijan trong những năm 1970–1980, vai trò của Xô viết Tối cao đã cải thiện. Nhiều cải cách lập pháp đã được thông qua, bao gồm việc phê chuẩn Hiến pháp Cộng hòa Xã hội chủ nghĩa Xô viết Azerbaijan mới vào năm 1977. Ngày 18 tháng 10 năm 1991, Xô viết Tối cao đã thông qua nghị quyết về việc khôi phục độc lập của Azerbaijan.

## Nghị viện Cộng hòa Azerbaijan
Cuộc bầu cử quốc hội Azerbaijan đầu tiên được tổ chức vào cuối năm 1990, khi Xô Viết Tối cao đã tổ chức các cuộc thảo luận về độc lập của Azerbaijan khỏi Liên Xô. Cuộc bầu cử quốc hội năm 1995 là cuộc bầu cử đầu tiên được tổ chức sau khi Azerbaijan khôi phục nền độc lập. 
Hội đồng do Diễn giả đứng đầu với sự hỗ trợ của Phó Diễn giả thứ nhất và hai Phó Diễn giả.
Quốc hội do Chủ tịch đứng đầu với sự hỗ trợ của Phó Chủ tịch thứ nhất và hai Phó Chủ tịch. Ogtay Asadov hiện là Chủ tịch Quốc hội, Ziyafet Asgarov là Phó Chủ tịch thứ nhất, Bahar Muradova và Valeh Alasgarov là Phó Chủ tịch. Công việc tại quốc hội được điều hành bởi Bộ máy Quốc hội do Sefa Mirzayev đứng đầu, với sự hỗ trợ của Trợ lý Elkhan Ahmadov. Bộ máy Quốc hội được chia thành Ban Phân công Nhà nước về các Đơn vị Lãnh thổ và Đô thị, và Ban Soạn thảo.

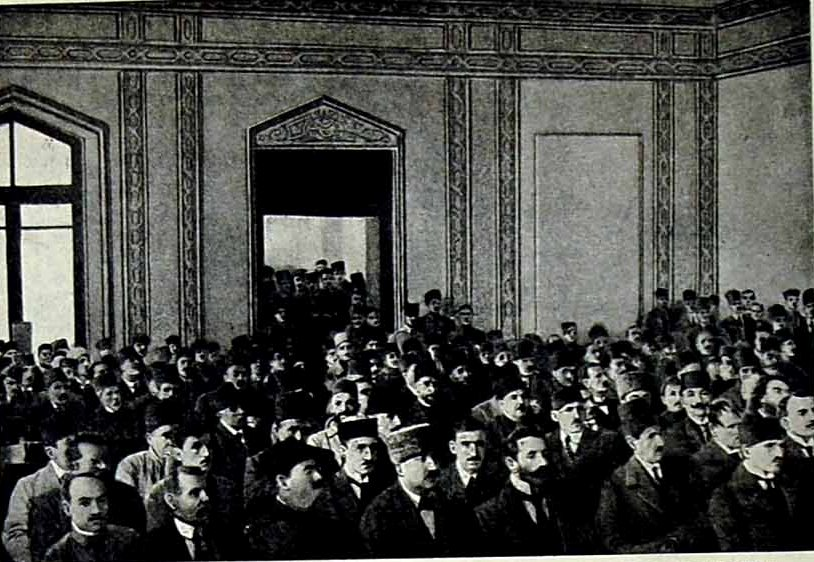
Phiên họp đầu tiên của Quốc hội năm 1918

Trong cuộc bầu cử Quốc hội năm 2010, Đảng Azerbaijan Mới cầm quyền đã củng cố quyền lực của mình đối với cơ quan lập pháp, giành được đa số 73 trong số 125 ghế. Các ghế khác thuộc về các ứng cử viên độc lập, nghiêng về chính phủ trên danh nghĩa, và các đảng "đối lập ôn hòa". Hai đảng đối lập chính (Musavat và Đảng Mặt trận Nhân dân Azerbaijan) đã mất tám ghế trước đó, do đó dẫn đến Quốc hội không có phe đối lập. Ủy ban Bầu cử Trung ương cho biết tỷ lệ cử tri đi bầu là 50.1%, trên tổng số 4.9 triệu người đủ điều kiện đi bầu.  Các nhà lãnh đạo phe đối lập cho rằng tỷ lệ cử tri đi bỏ phiếu thấp là do Ủy ban chọn những ứng viên không đủ tiêu chuẩn, và do đó, dẫn tới sự chán nản trong việc bỏ phiếu khi ứng cử viên lựa chọn của họ bị loại.
Hoa Kỳ tuyên bố rằng các cuộc bầu cử "không đáp ứng các tiêu chuẩn quốc tế", trong khi Tổ chức An ninh và Hợp tác ở Châu Âu, EU và Hội đồng Châu Âu nêu bật một số khía cạnh tích cực, đồng thời tuyên bố rằng "việc tiến hành các cuộc bầu cử không đại diện cho tiến bộ đáng kể trong quá trình của đất nước hát triển dân chủ".
Cuộc bầu cử Quốc hội năm 2015 với kết quả 72 ghế do đảng cầm quyền giành được. Hiện tại, Quốc hội bao gồm 15 ủy ban:
- Ủy ban Chính sách Pháp luật và Cấu trúc Nhà nước, dưới sự chủ trì của phó chủ tịch thứ nhất của quốc hội, Ali Huseynli
- Ủy ban Quốc phòng và An ninh, dưới sự chủ trì của Ziyafet Asgarov
- Ủy ban chính sách kinh tế, dưới sự chủ trì của Tahir Mirkishili
- Ủy ban Tài nguyên, Năng lượng và Sinh thái, dưới sự chủ trì của Sadig Gurbanov
- Ủy ban về chính sách nông nghiệp, dưới sự chủ trì của Tahir Rzayev
- Ủy ban chính sách xã hội, dưới sự chủ trì của Musa Guliyev
- Ủy ban về các vấn đề lãnh thổ, dưới sự chủ trì của Siyavush Novruzov
- Ủy ban Khoa học và Giáo dục, dưới sự chủ trì của Bakhtiyar Aliyev
- Ủy ban về các vấn đề văn hóa, dưới sự chủ trì của Ganira Pashayeva
- Ủy ban về các đoàn thể và tổ chức tôn giáo, dưới sự chủ trì của Phó chủ tịch Quốc hội, Fazail Ibrahimli
- Ủy ban về Thanh niên và Thể thao, dưới sự chủ trì của Phó chủ tịch Quốc hội, Adil Aliyev
- Ủy ban về các vấn đề Y tế, dưới sự chủ trì của Ahliman Emiraslanov
- Ủy ban về các vấn đề gia đình, phụ nữ và trẻ em, dưới sự chủ trì của Hijran Huseynova
- Ủy ban Quan hệ Quốc tế và Liên minh Nghị viện, dưới sự chủ trì của Samad Seyidov
- Ủy ban Nhân quyền, dưới sự chủ trì của Zahid Oruj[9][10]

Ngoài các ủy ban của Quốc hội, Milli Majlis có Phòng Kế toán, Chuyên đề và Ủy ban Kỷ luật. Ủy ban kỷ luật do đại biểu Eldar Ibrahimov làm chủ tịch. The parliament publishes its own newspaper, Azərbaycan qəzeti (Azerbaijan newspaper), widely distributed around the country.
Quốc hội cũng thành lập hơn 80 "Nhóm công tác liên nghị viện" với nghị viện của hơn 80 quốc gia trên thế giới.

## Chủ tịch Quốc hội (Xô viết Tối cao tới năm 1991, Hội đồng Quốc gia 1991–1992) của Azerbaijan

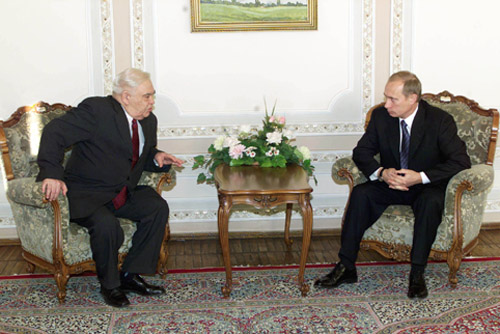
Chủ tịch Quốc hội Azerbaijan Murtuz Alasgarov hội kiến với Tổng thống Nga, Vladimir Putin năm 2001.

- Elmira Gafarova 5 tháng 2 năm 1991 – 5 tháng 3 năm 1992.[14]
- Yagub Mammadov 5 tháng 3 năm 1992 – 18 tháng 5 năm 1992
- Isa Gambar 18 tháng 5 năm 1992 – 13 tháng 6 năm 1993
- Heydar Aliyev 24 tháng 6 năm 1993 – 5 tháng 11 năm 1993
- Rasul Guliyev 5 tháng 11 năm 1993 – 11 tháng 9 năm 1996
- Murtuz Alasgarov 16 tháng 10 năm 1996 – 2 tháng 12 năm 2005
- Ogtay Asadov 2 tháng 12 năm 2005– 10 tháng 3 năm 2020
- Sahiba Gafarova 10 tháng 3 năm 2020–nay